# Championnat du Sri Lanka de cricket
La Lanka Premier League (LPL; singhalais : ලංකා ප්‍රිමියර් ලීග්, tamoul : லங்கா பிரீமியர் லீக்) est une ligue professionnelle de cricket au Sri Lanka créée en 2020. Il utilise le format Twenty20 et présente cinq clubs, chacun d'une ville différente du Sri Lanka,. La ligue devait débuter en 2018, mais des retards répétés ont conduit au report de la saison inaugurale à 2020, au milieu de la pandémie de COVID-19. La ligue est dirigée par Sri Lanka Cricket (SLC).

## Équipes

### Équipes actuelles
| Équipe | Équipe           | Ville                        | Début | Captaine           | Entraîneur          | Propriétaire        |
| ------ | ---------------- | ---------------------------- | ----- | ------------------ | ------------------- | ------------------- |
|        | Colombo Strikers | Colombo, Province de l'Ouest | 2023  | Thisara Perera     | Carl Crowe          | SKKY Group          |
|        | Dambulla Sixers  | Dambulla, Province du Centre | 2024  | Mohammad Nabi      | Rangana Herath      | Sequoia Consultants |
|        | Galle Marvels    | Galle, Province du Sud       | 2024  | Niroshan Dickwella | Graham Ford         | Cricket Marvels LLC |
|        | Jaffna Kings     | Jaffna, Province du Nord     | 2021  | Charith Asalanka   | Avishka Gunawardene | Lycamobile          |
|        | Kandy Falcons    | Kandy, Province du Centre    | 2022  | Wanindu Hasaranga  | Piyal Wijetunge     | NC                  |

### Historique des franchises
| Colombo  | Colombo, Province de l'Ouest | Colombo Kings (Murfad Mustafa)                | Colombo Stars (Softlogic Holdings)           | Colombo Stars (Softlogic Holdings)   | Colombo Strikers (SKKY Group)        | Colombo Strikers (SKKY Group)         | Colombo Strikers (SKKY Group)       |               |               |
| Dambulla | Dambulla, Province du Centre | Dambulla Viiking (Sachiin Joshi)              | Dambulla Giants (Qamar Khan)                 | Dambulla Aura (Viranjith Thambugala) | Dambulla Aura (Viranjith Thambugala) | Dambulla Sixers (Sequoia Consultants) |                                     |               |               |
| Galle    | Galle, Province du Sud       | Galle Gladiators (Nadeem Omar)                | Galle Gladiators (Nadeem Omar)               | Galle Gladiators (Nadeem Omar)       | Galle Titans (Nayana Wasalathilake)  | Galle Marvels (Cricket Marvels LLC)   | Galle Marvels (Cricket Marvels LLC) |               |               |
| Jaffna   | Jaffna, Province du Nord     | Jaffna Stallions (Anandan Arnold; Rahul Sood) | Jaffna Kings (Lycamobile)                    | Jaffna Kings (Lycamobile)            | Jaffna Kings (Lycamobile)            | Jaffna Kings (Lycamobile)             | Jaffna Kings (Lycamobile)           |               |               |
| Kandy    | Kandy, Province du Centre    | Kandy Tuskers (Sohail Khan; Abbas Muni)       | Kandy Warriors (Ravi Gupta, Pankaj Tripathi) | Kandy Falcons (Parvez Khan)          | B-Love Kandy (B-Love Network)        | Kandy Falcons                         | Kandy Falcons                       | Kandy Falcons | Kandy Falcons |